# Allium brevistylum
Allium brevistylum  (лат.) — многолетнее травянистое растение, вид рода Лук (Allium) семейства Луковые (Alliaceae). 

## Описание
Allium brevistylum — многолетнее травянистое растение. Луковица удлинённо-яйцевидная, диаметром около 3 см, покрытая грязно-белым пленчатым наружным слоем. Цветонос достигает 60 см в высоту, сплющенный, с узкими крыльями. Листья линейные вечнозелёные, от 2 до 5. Соцветие — полушаровидный зонтик с 7–15 цветками. Цветки имеют форму урны, длиной 10–13 мм; розовые листочки околоцветника имеют толстые жилки; пыльники и пыльца жёлтые. Цветёт с июля по август. Тычинки и столбик в два раза меньше листочков околоцветника. Поверхность семян слегка шероховатая.

## Ареал и местообитание

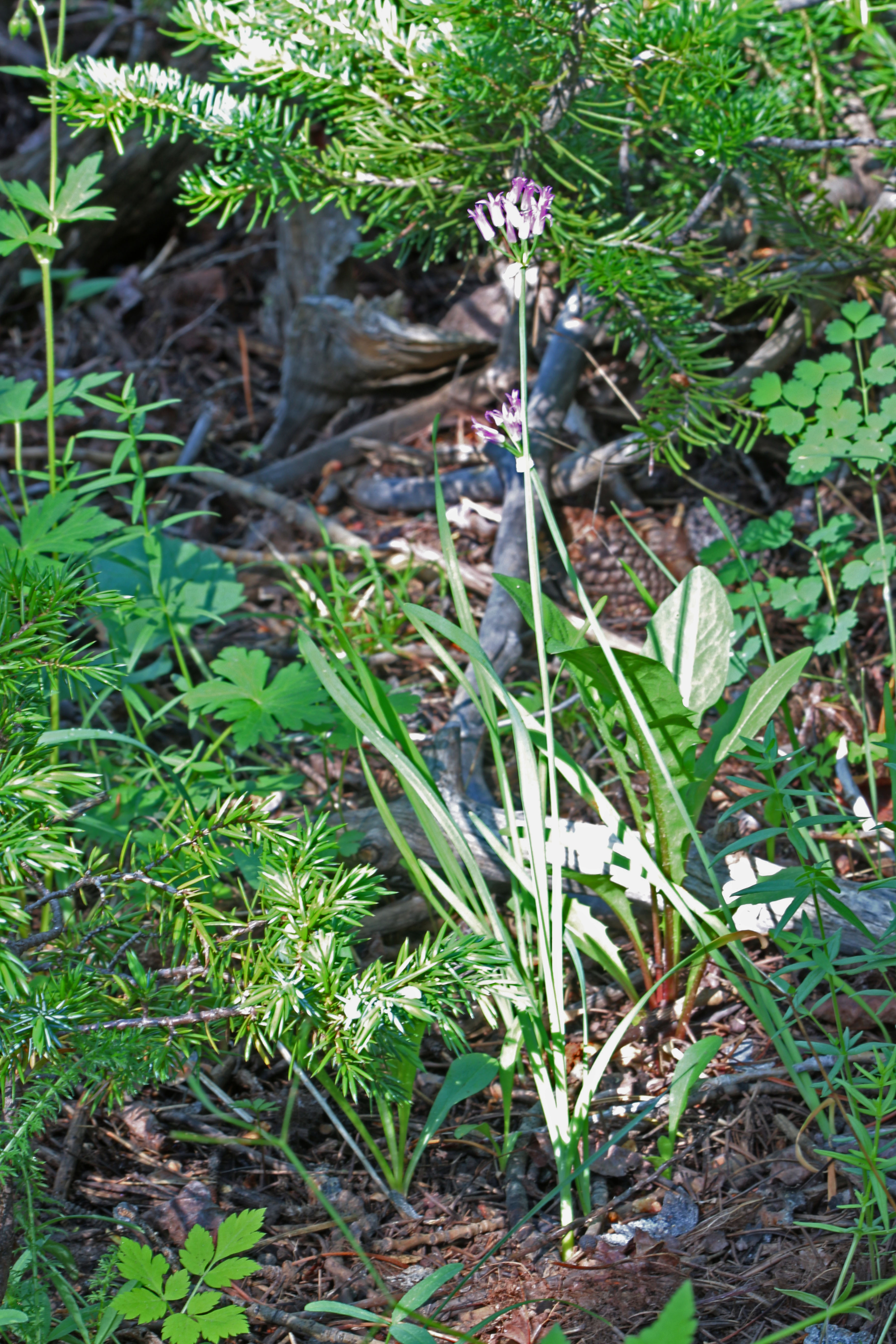
Allium brevistylum в естественной среде обитания

Произрастает на западе США. Растёт на лугах и вдоль берегов ручьёв высоко в горах Колорадо, Юты, Вайоминга, Монтаны и Айдахо на высоте 2200–3400 м над уровнем моря.

## Экология
Опыляется следующими видами: Bombus bifarius, Bombus centralis, Bombus flavifrons, Bombus huntii, Bombus melanopygus, Bombus sylvicola, Bombus occidentalis и Bombus bohemicus.